# Штёвик, Вилибальд
Вилибальд Штёвик (чеш. Vilibald Šťovík; 9 октября 1917, Прага — 8 ноября 1948, Ла-Манш) — знаменитый чехословацкий хоккеист, защитник, выступавший за команду «ЛТЦ Прага» и национальную сборную Чехословакии. Чемпион мира и Европы 1947 года, серебряный призёр зимних Олимпийских игр в Санкт-Морице. Член Зала славы чешского хоккея (c 6 мая 2010 года). Трагически погиб в авиакатастрофе над проливом Ла-Манш 8 ноября 1948 года вместе с еще 5 чехословацкими хоккеистами.

## Биография
Вилибальд Штёвик родился 9 октября 1917 года в Праге.
Начал карьеру хоккеиста в 1936 году, в команде «ЛТЦ Прага», в период 1937—1948 годов 10 раз становился чемпионом Чехословацкой хоккейной лиги.
С 1937 по 1948 год Штёвик выступал за национальную сборную Чехословакии по хоккею. В 1948 году он стал серебряным призёром зимних Олимпийских играх в Санкт-Морице. В 1947 году стал чемпионом мира и Европы.
Перед началом сезона 1948/49 чехословацкие хоккеисты проводили подготовительные матчи во Франции. После игры в Париже с французским клубом «Расинг», шесть хоккеистов (из них пятеро чемпионов мира 1947 года), в том числе Вилибальд Штёвик, летели частным самолётом в Лондон для участия в нескольких матчах в Великобритании. 8 ноября 1948 года их самолёт упал над проливом Ла-Манш. Штёвик и все его партнёры по клубу и сборной трагически погибли.
6 мая 2010 года был принят в Зал славы чешского хоккея.

## Достижения
- Чемпион мира (1947)
- 2-кратный чемпион Европы (1947—1948)
- Серебряный призёр Олимпийских игр (1948)
- Серебряный призёр чемпионата Европы (1939)
- 5-кратный чемпион Чехословакии (1937—1938, 1946—1948)
- 5-кратный чемпион Богемии и Моравии (1939—1940, 1942—1944)
- 2-кратный победитель Кубка Шпенглера (1946—1947)

## Статистика
- Чемпионат Чехословакии — 47 игр, 9 шайб
- Сборная Чехословакии — 43 игры, 3 шайбы[2]
- Всего за карьеру — 90 игр, 12 шайб